# 林奈学会植物学杂志
林奈学会植物学杂志（Botanical Journal of the Linnean Society）是一本学术期刊，其内容为关于真菌和植物的原始论文，包括解剖学、生物系统学、细胞学、生态学、植物学、电子显微术、形态发生、古植物学、孢粉学和植物化学。
该杂志由伦敦林奈学会出版，以纸质版和电子版发行。
与《林奈学会生物学杂志》类似，都是由协会内部的学报发展而来的，早期包含了查尔斯·达尔文和阿尔弗雷德·拉塞尔·华莱士的文件，现已成为植物学领域的重要现代出版物。